# Daniel Berger (graveur)
Pour les articles homonymes, voir Daniel Berger et Berger.
Gottfried Daniel Berger, né le 25 octobre 1744 à Berlin et mort en 1824 dans la même ville, est un graveur sur cuivre allemand.

## Biographie
Daniel Berger naît le 25 octobre 1744 à Berlin. Il reçoit les premières leçons de son père Frédéric Gottlieb Berger et travaille quelque temps sous la direction de Schmidt. Il est en Allemagne le graveur accrédité de Chodowiecki comme Bartolozzi l'est en Angleterre de Cipriani.
Daniel Berger meurt en 1824, ou en 1825.

## Critique
Heinecken regrette que Daniel Berger avec tant de dispositions pour devenir un très habile graveur ait « étouffé son génie » en se confinant dans l'ornementation des almanachs et des livres. On ne peut partager ce sentiment en examinant son œuvre. Ce graveur se fait une petite manière expéditive spirituelle, mais maigre, qui peut convenir aux vignettes ou aux très petits portraits, mais ne saurait s'appliquer à l'estampe. Dans la vignette Daniel Berger reste encore aussi loin des bons graveurs du genre, les De Launay, les De Ghendt, les Baquoy, etc., que Chodowiecki lui-même approche peu des Moreau ou des Marillier.

## Œuvre
Il laisse une œuvre considérable qui passe mille pièces. Il en a été publié un catalogue en 1792, à Leipzig, comprenant 800 articles, dont beaucoup sont de plusieurs feuilles, surtout des almanachs par série de douze sujets.
La pièce la plus considérable qu'il ait gravée est la grande estampe de la Mort de Schwerin tué à la bataille de Prague le 6 mai 1757 d'après Frisch.
Berger usa non seulement de la pointe et du burin, mais encore de la manière pointillée anglaise, et il fut le premier qui ait tiré à Berlin des épreuves en couleur de ce genre de gravures.
Parmi ses vignettes les plus connues et les plus recherchées de nos bibliophiles sont celles qui se rapportent à l' Histoire de Don Quichotte et à Werther, notamment les portraits de Werther et Charlotte, ornés de petites scènes tirées du roman. Chacun de ces portraits est reproduit trois fois avec des scènes différentes soit en tout une série de six pièces les têtes de Werther et Charlotte ont été reproduites en France par Copia.
Daniel Berger a gravé à nouveau, ou mieux copié un grand nombre de vignettes de Chodowiecki. Son œuvre contient aussi de nombreux portraits ; il convient de choisir parmi eux ceux qui joignent à l'agrément de la gravure le mérite de représenter des personnages marquants : Catherine II et sa famille in fol. en largeur, le Comte de Hertzberg in-4, Silberschlag, Rabener, Moses, Mendelsohnn, Reclam, joaillier, Madame Preisler, Mlle Dœbbelin, Salomon Gessner, Paoli, etc., in-8 ou in-12; F. G. de Seydlitz, général, d'après Frisch, dédié à toute la cavalerie prussienne par, D. Berger, grand in-fol.
Nous appellerons plus particulièrement l'attention sur les portraits suivants :
1. ALBRECHT (Sophie), in-8[6].

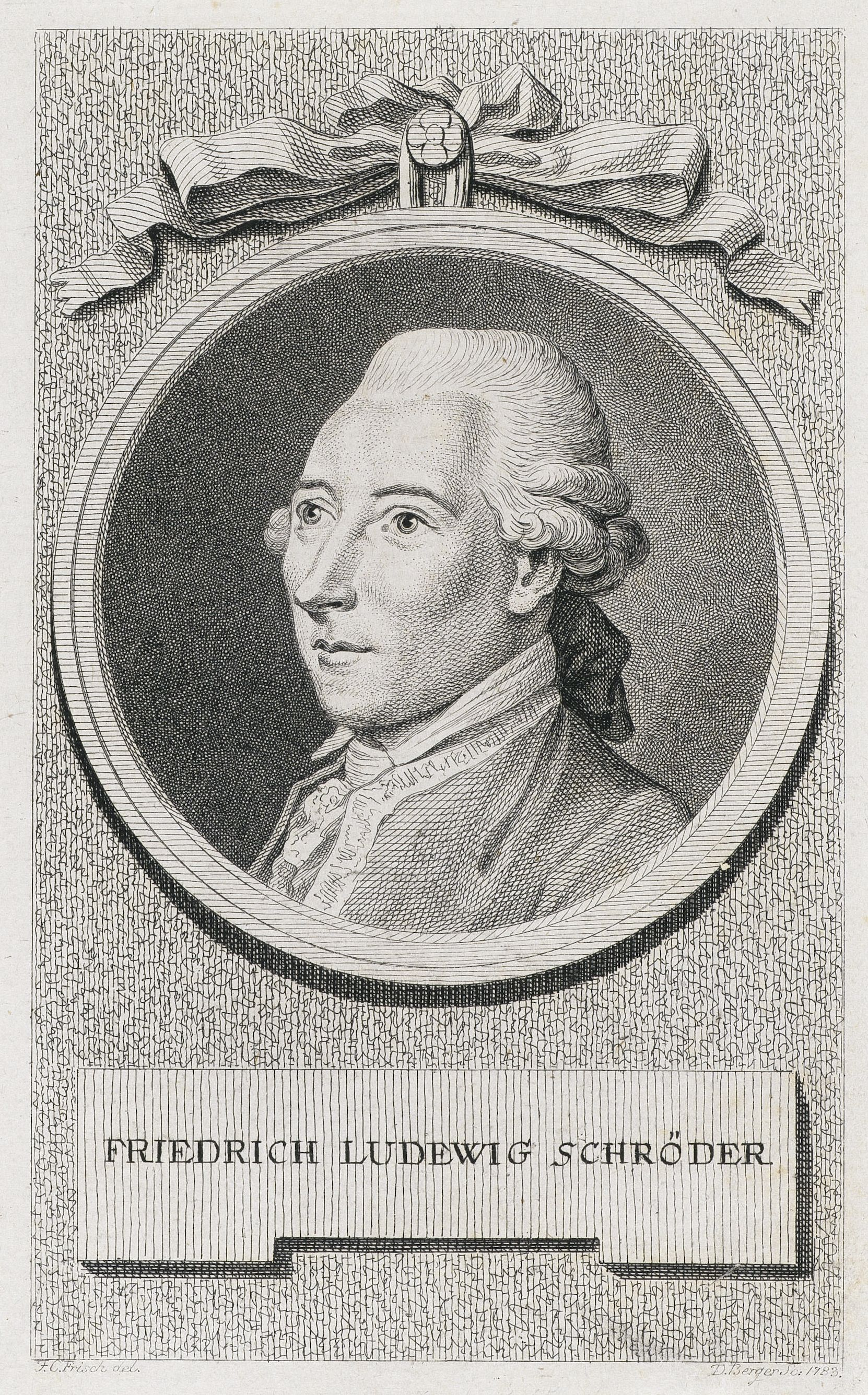
Portrait de Friedrich Ludewig Schröder (1783,.

2. CLAIRON (Mademoiselle) de profil à droite agréable réduction du portrait gravé par Schmidt d'après Cochin; in-8[6].
3. Franklin; in-12[6].
4. FRIEDRICH der Einzige, petit profil in-8 de Frédéric II, à gauche[6].
5. Frédéric Guillaume, Prince de Prusse, - Frédérique de Darmstadt, Princesse de Prusse, 2 p. petit in-fol[6].
6. Lavater, vu de profil dans une bordure ovale, d'un côté une chenille, de l'autre un papillon, d'après Schellemberg, in-8[6].
7. MARIE ANTONIE, Königin von Frankreich, profil à gauche de Marie-Antoinette. Ovale in-12[6].
8. MÉCOUR (Suzanna), d'après Rosenberg; in-8[6].
9. NIKLAS (Sophia), Berger del. et sculp., 1779; in-8[6].
10. SABRAN (Madame la Marquise de) peinte par L E Vigée-Le Brun, gravé par D Berger, 1787. Tiré du Cabinet de Son Altesse Royale Monsgr le Prince Henri de Prusse. Se vend à Berlin chez D Berger. Ovale in-4, au pointillé bistre. Le portrait de celle qui fut depuis la femme de Boufders représentée dans un agréable négligé est pour nous la perle de l æuvre de Berger[6].
11. VOLTAIRE (Monsieur de), d'après le buste donné par le Roi de Prusse à l'Académie de Berlin. D. Chodowiecki del. D. Berger sc. - In-18. Rare et curieuse petite image de Voltaire : c'est un petit chef d ouvre d expression sarcastique[6].
12. WARREN HASTINGS; in-18[6].